# 사회적 할인율
사회적 할인율(社會的割引率, social discount rate, SDR)은 사회 사업에 지출된 자금의 가치를 계산하는 데 사용되는 할인율이다. 할인율은 나중에 발생할 비용과 편익에 현재 가치를 부여하는 데 사용된다. 이 비율을 결정하는 것은 항상 쉽지 않으며 특정 프로젝트, 계획 및 정책에 대한 순이익의 불일치 대상이 될 수 있다. 할인율은 비용과 편익이 시간 경과에 따라 분포가 다를 때 비용 편익 분석에서 중요한 요소로 간주되며, 이는 일반적으로 연구 대상 프로젝트가 장기간에 걸쳐 진행될 때 발생한다.

## 비용 편익 분석에서의 사용
예를 들어 고속도로 시스템, 학교를 만들거나 환경 보호를 시행하는 것의 가치를 추정하는 데 사용될 수 있다. 이 모든 것에는 정책 입안자들이 각 프로젝트에 대한 사회적 한계 비용과 사회적 한계 편익을 측정하는 비용 편익 분석이 필요하다. 거의 모든 새로운 정책은 비용 편익 분석이 완료될 때까지 고려조차 되지 않을 것이다. 사회적 할인율은 유지 보수와 같은 미래 비용으로 또는 오염 물질 배출 감소와 같은 미래 편익으로 두 계산 모두에 나타날 수 있다.
진정한 사회적 한계 비용을 계산하는 것은 사회적 한계 편익을 측정하는 것보다 훨씬 쉬울 수 있다. 편익 계산에 관련된 불확실성 때문에 문제가 발생할 수 있다. 예를 들어, 평균 임금, 조건부 평가 또는 명시된 선호도를 기반으로 시간에 대한 달러 금액이 책정되어야 하는가? 오늘날 큰 문제 중 하나는 생명에 가치를 부여하는 것이다. 어떤 이들은 생명은 값을 매길 수 없다고 말할지 모르지만, 경제학자들은 일반적으로 그 가치를 300만에서 1000만 달러 사이로 평가한다. 또 다른 문제는 현재 세대가 종종 대부분의 비용을 지불하는 반면 미래 세대는 대부분의 편익을 얻을 것이기 때문에 현재와 미래의 편익을 다르게 가중해야 하는지 여부이다.
적절한 할인율은 기업이 동일한 자금으로 달성할 수 있는 다른 것의 기회비용을 나타내야 한다. 만약 그 돈이 5%의 수익을 낼 수 있는 민간 부문에 투자될 수 있고 그것이 그 돈을 사용하는 차선책이라면 5%가 사회적 할인율이 될 것이다.
미국 정부는 다양한 할인율을 사용하지만, 미국 관리예산국(OMB)은 민간 투자에 대한 세전 수익률로 약 7%를 권장한다. 영국에서는 HM Treasury가 공공 부문의 사회적 할인율을 3.5%로 고정한다.

## 계산
SDR은 기업 재무에서 발견되는 허들 레이트 또는 프로젝트에 적합한 할인율과 같은 개념과 직접적으로 유사하므로 수학적 계산은 동일하다. 달러당 편익 또는 비용은 다음과 같이 계산할 수 있다.
{\displaystyle \ (1/(1+r)^{t})}
여기서 r은 SDR과 같고 t는 시간을 나타낸다. 끝이 없고 내일부터 할인이 시작되는 편익 또는 비용의 경우 다음과 같다.
{\displaystyle \ (1/r)}
할인이 t=0에서 시작하는 경우 다음과 같다.
{\displaystyle \ (1+1/r)}
SDR이 높을수록 사회 프로젝트가 자금을 지원받을 가능성이 낮아진다. SDR이 높다는 것은 프로젝트의 이점이 실현될 것이라는 가정에 더 큰 위험이 있음을 의미한다. 사회적 할인율의 작은 증가는 먼 미래의 이점에 막대한 영향을 미칠 수 있으므로 어떤 비율을 사용할지 선택할 때 가능한 한 정확하게 하는 것이 매우 중요하다.
프랭크 램지의 사회적 할인율은 다음과 같이 계산된다.
{\displaystyle r=d+ng},
여기서 {\displaystyle d}는 시간 선호도이고, {\displaystyle n}은 소비의 한계 효용의 탄력성이며, {\displaystyle g}는 성장률이다.
기후 변화 및 환경 악화를 막기 위한 프로젝트와 같이 세대 간 프로젝트의 편익과 비용을 할인할 때 형평성 문제를 고려해야 할 강력한 이유가 있다.
사회적 할인율은 오늘날의 복지와 미래의 복지에 대한 사회의 상대적 가치 평가를 반영한다. 사회적 할인율의 적절한 선택은 비용-편익 분석에 매우 중요하며 자원 배분에 중요한 영향을 미친다. 사회적 할인율은 매우 다양하며, 선진국은 일반적으로 개발도상국(8~15%)보다 낮은 비율(3~7%)을 적용한다.
경제학자들 사이에서 항상 치열한 논쟁의 대상이었던 사회적 할인율 문제는 스턴 보고서가 기후 변화 경제학에 대해 발표된 이후 매우 논란이 많아졌다. 이 보고서는 2006년에 전 세계적으로 1%의 세계 GDP를 현재 지구 온난화를 줄이는 데 투자하지 않으면 미래에 세계 국내총생산(GDP)이 20% 감소할 위험이 있다는 무서운 경고와 함께 전 세계 온난화 현장에 폭발적으로 등장했다. 이 보고서는 단일 할인율을 사용하지 않고, 프랭크 램지의 성장 모형에 따라 성장과 한계 효용의 탄력성 사이의 상호 작용을 반영하여 예상 결과에 따라 할인율이 달라지는 확률론적 접근 방식을 적용했다. 그러나 비평가들은 보고서의 결과가 경제 모델링에서 극히 낮은 순수 시간 선호율 0.1%를 사용하여 부분적으로 얻어졌다는 이유로 의문을 제기했다.
경제학자들 사이에 합의가 없으며, 설문 조사에 따르면 국가별 차이로 인해 사회적 할인율 선택에 대한 "만능" 해결책은 없다. 따라서 각국에서 사용되는 사회적 할인율에 대한 정기적인 재평가 및 재조정이 필요하다.

## 사적 할인율과 사회적 할인율의 차이
사회적 할인율과 기업 할인율 및 이와 관련된 프로젝트 평가에는 여러 질적 차이가 있다. 사회 프로젝트 자금 조달의 거버넌스는 본질적으로 다르다. 사회 프로젝트의 이점을 추정하려면 다른 사람들에게 미치는 이점에 대해 윤리적으로 미묘한 선택을 해야 하기 때문이다. 예를 들어, 몇 년 안에 운석이 모든 생명을 멸망시킬 것이라고 가정한다면, 사건 이후의 SDR은 무한히 높다. 반대로 미래에 인구가 새롭고 멋진 많은 선택권을 가질 것이라고 가정한다면(즉, 더 부유해질 것이라면) 그것 또한 주어진 이점을 창출하는 SDR을 높인다. 예를 들어, 지구 온난화 감소 자금 조달과 같은 환경 보호 프로젝트의 SDR에 대한 선택은 미래 세대에 더 큰 가치를 부여한다.

## 사회적 할인율에 기여하는 요소
사적 할인율과 마찬가지로, 사회적 할인율은 여러 요소를 통합하려는 시도를 할 수 있다(그러나 일부 요소는 주어진 분석에서 중복되거나 적용할 수 없을 수 있음). 한 가지 요인은 미래에 부가 증가할 것이라는 일반적인 기대인데, 이 경우 상대적 빈곤 속에서 지금 받은 1달러는 나중에 상대적 부 속에서 받은 1달러보다 더 많은 효용을 갖는다. (이 요인은 비금전적 보상에는 적용되지 않을 수 있다. 예를 들어, 지금 구한 생명과 나중에 구한 생명을 측정하는 경우). 마찬가지로 경제학자들은 "화폐의 시간 가치"를 언급한다. 지금 받은 1달러는 수령인에게 지금 그 1달러를 사용하거나 투자하여(이자를 얻고) 내년에 사용하는 선택권을 줄 수 있지만, 내년에 받은 1달러는 내년에만 사용할 수 있다(그리고 중간 이자는 없음). 세 번째 요인은 제안된 프로젝트가 실패하거나 상황 변화로 인해 무의미해질 수 있다는 점이다. 그러한 실패의 고정된 연간 백분율 변화를 추정할 수 있다면, 그 위험을 총 할인율에 포함시킬 수 있다. 네 번째 요인은 실용적인 측면이다. 사람들은 어쨌든 미래를 할인하는 경향이 있으므로, 이론은 현재와 미래의 복지 사이의 원하는 절충을 표현하기 위해 균일한 타협을 포함하는 것이 좋다.

### "순수 시간 선호" 논쟁
실용적인 요인은 대개 사회적 할인율에서 "순수 시간 선호" 요소를 초래한다. 특정 날짜의 즐거운 경험이 나중의 정확히 동일한 경험보다 본질적으로 더 가치 있으며, 먼저 태어난 사람의 삶이 나중에 태어난 사람의 삶보다 더 본질적인 가치를 갖는다는 것이다. 철학자 토비 오드에 따르면, 이는 경제학계에서 흔한 관행이지만, 대부분의 철학자들은 "순수 시간 선호"가 본질적인 도덕적 정당성이 부족하다고 간주한다. 프랭크 램지 자신도 이를 "윤리적으로 변명할 수 없다"고 칭했다. 오드는 또한 외부 집단의 복지를 할인하는 길고 불행한 인간의 역사를 고려할 때, 순수 시간 선호를 제안하는 사람들에게 그 필요성을 입증할 책임이 있다고 주장한다. 직관적으로, 1970년에 태어난 80세의 복지가 1980년에 태어난 80세의 복지보다 본질적으로 우월하다는 것은 이상하게 들린다. 사회적(사적 할인율이 아닌) 할인율의 맥락에서, 다른 사람들의 복지에 대한 선호를 물었을 때, 대부분의 사람들의 명백한 "순수 시간 선호"는 작아지거나 심지어 사라진다. 철학자 데렉 파핏은 "아무도 ... 공간 할인율을 채택해야 한다고 제안하지 않는다. 아무도 우리 행동의 장기적인 영향에 대해 야드당 n 퍼센트 비율로 덜 신경 쓰는 것이 도덕적으로 정당화될 것이라고 생각하지 않는다. 시간 할인율은, 제가 믿기에는, 그만큼 정당성이 없다."고 말한다. 이와 대조적으로 안드레아스 모겐센은 긍정적인 순수 시간 선호율이 혈연 관계를 바탕으로 정당화될 수 있다고 주장한다. 즉, 상식적인 도덕은 우리가 우리와 더 밀접하게 관련된 사람들에게 편파적일 수 있도록 허용하므로, "우리는 각 후속 세대의 복지를 이전 세대의 복지보다 합법적으로 낮게 평가할 수 있다."(p. 9)
더 긴 시간 기간을 고려할 때, 고정된 "순수 시간 선호" 할인율은 극도로 비직관적이 된다. 1%의 비율은 투탕카멘이 윤리적으로 자신의 하루를 오늘날 살아있는 모든 사람들의 전체 삶의 합보다 소중히 여겨야 함을 암시한다. 오랜 기간에 걸쳐 사람들의 진술된 선호도는 극도로 쌍곡선적이 된다. 비평가들은 미래 세대의 개별 복지를 극단적으로 평가하는 것이 현재 복지가 상대적으로 미미한 가치를 갖는다는 문제가 있는 '파스칼의 내기' 결론으로 이어질 수 있다고 우려한다.

#### 지구 기후 변화에서
이 주제는 최근 매우 논란이 많고 뜨거운 논쟁의 대상이 되어 왔다. 미래에 지구 온도 변화로 인해 전 세계가 심각하게 고통받을 가능성이 매우 높기 때문에, CO2 배출량 및 기타 유해한 온실가스 감소의 편익에 대한 올바른 사회적 할인율을 찾는 것이 매우 중요하다. 2005년 뉴욕 타임스에 할 배리언이 쓴 기사에는 다음과 같이 언급되어 있다.

적절한 사회적 시간 할인율 선택은 오랫동안 논의되어 왔다. 일부 매우 똑똑한 사람들은 미래 세대에 현재 세대보다 낮은 가중치를 부여하는 것이 "윤리적으로 변명할 수 없다"고 주장해 왔다. 다른 똑같이 똑똑한 사람들은 세대를 동등하게 가중하는 것이 역설적이고 심지어는 무의미한 결과를 초래한다고 주장해 왔다.

이 문제의 비용-편익 분석에서 사회적 할인율의 범위는 0에서 3% 이상이다. 일부는 미래 세대를 차별하는 유일한 이유는 이 세대가 미래에 존재하지 않을 수도 있다는 것이라고 주장한다. 따라서 그러한 재앙적인 사건의 확률이 너무 낮기 때문에(연간 0.1%로 가정) 시간 선호율은 0과 같아야 한다. 이는 모든 세대에 동등한 가중치가 부여된다는 것을 의미한다. 그러나 미래 세대가 현재 세대보다 부유할 가능성이 있는 한, 소비의 한계 효용 감소를 반영하는 양의 할인율이 적용되어야 한다. 기후 변화 경제학에 대한 스턴 보고서는 미래 세대에 대한 차별을 0으로 주장하지만, 당시 기후 모델이 예측한 소비 예측 범위에 따라 평가에 양의 할인율 범위를 적용한 보고서이다. 여기서 할인은 예상되는 미래 소비 경로의 함수이며, 순수 시간 선호는 시간에 따른 차별률이라는 중요한 구분이 있다. 스턴 보고서가 제로 할인율을 적용했다는 것은 흔한 오해이다. 사실, 스턴 보고서의 확률론적 예측은 소비 예측 범위에 따라 많은 할인율을 적용했으며, 이들 모두는 양수였지만, 시간 선호율은 거의 0에 가까웠다. 이 혼란은 만연하다. 예일대의 윌리엄 노드하우스는 

스턴 보고서에서 사용된 것과 유사하지만, 스턴 보고서에서 사용된 0.1%의 할인율 대신 3%의 사회적 할인율이 300년 후에 1%로 서서히 감소하는 기후 변화 모델을 검토한다. 그의 모델에서는 미래 세대의 복지에 현재 세대의 복지보다 낮은 가중치가 부여된다. 그는 탄소 배출에 대한 세금과 같은 예방 조치가 확실히 필요하다고 결론짓는다. 그러나 그 규모는 [스턴] 보고서에서 권장하는 것보다 훨씬 작다.

스턴 보고서는 0.1%의 할인율을 적용하지 않았지만, 거의 0에 가까운 시간 선호율을 적용했다.

## 같이 보기
- 공공 정책
- 토목공학의 경제학
- 재무 분석
- 칼도어-힉스 효율성
- 장기주의
- 위험-편익 비율
- 램지 성장 모형